# Meganoton sumatranus
Meganoton sumatranus är en fjärilsart som beskrevs av Clark 1924. Meganoton sumatranus ingår i släktet Meganoton och familjen svärmare. Inga underarter finns listade i Catalogue of Life.